# Kōyō Ishikawa

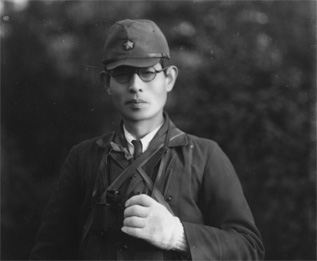
Kōyō Ishikawa vor 1945

Kōyō Ishikawa (jap. 石川 光陽, Ishikawa Kōyō; * 5. Juli 1904; † 26. Dezember 1989) war ein japanischer Fotograf.
Kōyō Ishikawa war ein Beamter des Metropolitan Police Department. Nach den Luftangriffen auf Tokio im August 1945 gegen Ende des Zweiten Weltkriegs gelang es ihm als praktisch einzigem unter strengen Vorschriften, Fotos von Kriegsschäden zu machen. Zivilisten war das Fotografieren von Kriegsschäden in jener Zeit streng untersagt.